# 2891 McGetchin
2891 McGetchin (1980 MD) là một tiểu hành tinh nằm phía ngoài của vành đai chính được phát hiện ngày 18 tháng 6 năm 1980 bởi Carolyn S. Shoemaker ở Palomar.